# Miklos Bodanszky
Miklos Bodanszky (* 21. Mai 1915 in Budapest als Miklós Bodánszky; † 7. Februar 2007 in Princeton (New Jersey)) war ein ungarisch-US-amerikanischer Chemiker (Peptidchemie).

## Leben
Bodanszky erhielt 1939 sein Diplom als Chemieingenieur von der Technischen Universität Budapest und 1949 wurde er in organischer Chemie promoviert. Danach war er Dozent für medizinische Chemie an der TU Budapest. Beim Ungarischen Aufstand 1956 verließ er Ungarn und ging  an die Cornell University (Medical School) zu Vincent du Vigneaud als Forschungschemiker in Biochemie (1957 bis 1959). 1959 bis 1966 war er Chemiker am Squibbs Institute for Medical Research auf dem Gebiet der Peptidchemie und 1966 bis 1978 war er Professor für Chemie und Biochemie an der Case Western Reserve University. Ab 1978 hatte er dort die Charles Frederic Mabery Professor of Research in Chemistry. 1983 ging er in den Ruhestand und zog nach Princeton (New Jersey) und blieb wissenschaftlich aktiv.
Bodanszky entwickelte neue Synthesemethoden für Peptide. So entwickelte eine später allgemein verbreitete Methode Peptidketten schrittweise aufzubauen durch Addition aktivierter geschützter Aminosäuren. Das wandte er bei der Synthese von Oxytocin an (erstmals von Vincent du Vigneaud synthetisiert) und bei der erstmaligen Synthese von Sekretin. Von ihm stammen mehrere Bücher über Peptid-Chemie und auch ein Buch mit Theodor Wieland zur Geschichte der Peptidchemie.
1977 erhielt er (als Erster) den Alan Pierce Award und 1978 die Morley Medal der American Chemical Society. 1989 erhielt er einen Humboldt-Forschungspreis. Er war auswärtiges Mitglied der Ungarischen Akademie der Wissenschaften.
Seine Ehefrau Agnes (gest. 1989) war auch seine Mitarbeiterin und häufige Ko-Autorin. Mit ihr hatte er eine Tochter Eva.

## Schriften
- Az antibiotikumok kémiája. Mérnöki Továbbképző Intézet, Budapest 1954.
- Peptide Chemistry. A practical text book, Springer 1988
- mit Theodor Wieland: The World of Peptides. A brief History of Peptide Chemistry, Springer 1991
- mit Agnes Bodanszky: Principles of Peptide Synthesis, Springer 1984, 1993